# Cuvântul liber (revistă)
Cuvântul liber a fost o revistă politică de stânga care a apărut în București, în perioada interbelică (1919-1936).
A avut ca directori pe C. Graur în perioada 1919-1921, Eugen Filotti (1924-1926), Tudor Teodorescu-Braniște (1933-1936), cu colaborarea în ultima etapă a lui Nicolae Cocea, Athanase Joja, Petre Pandrea ș.a.
Sub conducerea lui Tudor Teodorescu-Braniște, între 11 noiembrie 1933 și 3 octombrie 1936, seria a 3-a a revistei, declarat antifascistă, a apărut în 150 de numere, cu un tiraj între 25 și 35 de mii de exemplare, excepțional pentru un săptămânal din acea vreme.
Între ziariștii care au lucrat la această publicație s-a numărat și Octav Livezeanu. La revistă au colaborat și scriitori ca Ion Barbu, Victor Eftimiu și Tudor Arghezi, dar și muzicieni ca George Enescu. Alți colaboratori au fost Tudor Teodorescu Braniște, Râmniceanu , Mircea Grigorescu, Șerban Voinea, Demostene Botez, Filip Brunea-Fox, Octav Livezeanu, Geo Bogza, N.D. Cocea, Constantin Titel Petrescu, Miron Radu Paraschivescu, Petre Pandrea, Eugen Jebeleanu , ș.a.
Pictorița și graficiana Nina Arbore (n. Tecuci, 1888) este cunoscută în special pentru desenele expresive și gravurile cu tematică socială care au ilustrat paginile revistei Cuvântul liber din perioada interbelică.
După ce în septembrie 1936 revista a publicat un articol al lui Lucrețiu Pătrășcanu, guvernul liberal a luat decizia de a interzice apariția revistei.

## Alte publicații cu același titlu
- Cuvântul liber - Cotidian mureșean democratic și independent publicat la Târgu Mureș.[6]
- Cuvântul liber, săptămânal publicat la Giurgiu.[7]
- Cuvântul liber, săptămânal publicat în Republica Moldova.[8]